# 傘岩

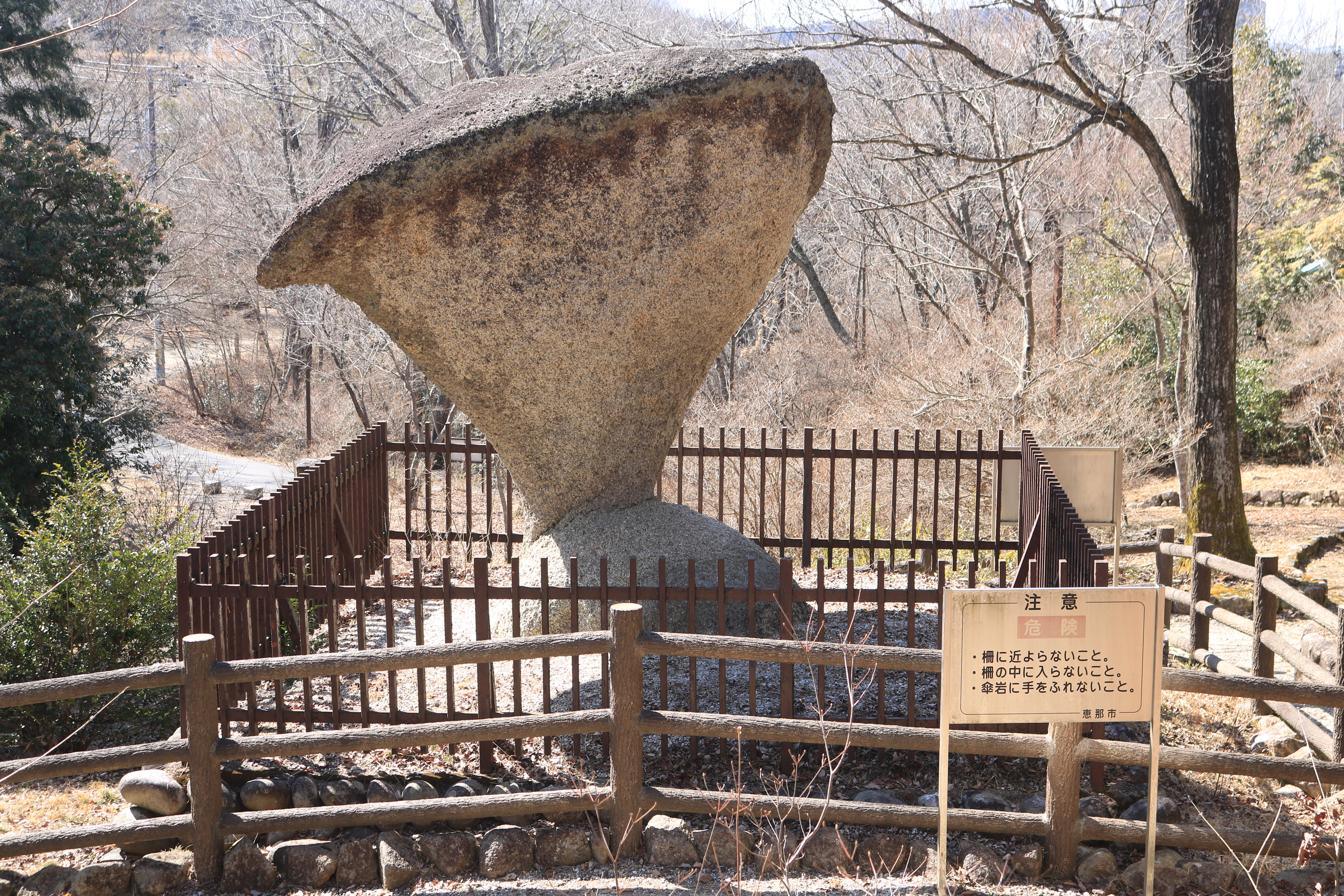
傘岩。2017年3月4日撮影。

傘岩（かさいし、かさいわ）は、岐阜県恵那市大井町にある国の天然記念物に指定された、風食作用によって形成された花崗岩の奇岩である。長い年月の間、受け続けた風雨によって削り取られた花崗岩の残骸で、日本全国に3件しかない風食作用を指定要因とする、国の地質・鉱物天然記念物のひとつである。指定基準「（九）風化及び侵蝕に関する現象」によるものとして、1934年（昭和9年）1月22日に国の天然記念物に指定された。

## 解説
岐阜県恵那市のある東濃地方一帯の地質は、粗粒（そりゅう）の花崗岩（黒雲母花崗岩）が広く分布しており、木曽川中流部の景勝地として知られる恵那峡は、この花崗岩で出来た台地の上を、木曽川の流れによって侵食され、深く削り込まれて形成された渓谷である。国の天然記念物に指定された「傘岩」は、恵那峡（木曽川）の左岸（南岸）の台地上、標高約300メートル付近に所在している。
傘岩も付近一帯の地質と同じく花崗岩であるが、この花崗岩という岩は地表面に近い部分が風化しやすい性質をもっており、花崗岩の岩体に生じた方状節理（割れ目）に沿って風化が進むため、直方体の巨岩が形成されやすい特質を持っており、同じ岐阜県の鬼岩や山梨県の御岳昇仙峡、長野県の寝覚の床などは、花崗岩の方状節理に沿った風化作用によりできた典型的な巨岩である。
風化がさらに進んで岩体自体が脆くなる過程や、その状態をマサ化と言い、脆くなった岩の表面がボロボロと剥がれ落ちるようにして出来た真砂土と呼ばれる砂状の土壌を形成する。真砂土は日本国内各地の花崗岩質の地域で見られ、大雨などにより急傾斜地に急激に堆積したものは特殊土壌地帯災害防除及び振興臨時措置法（特土法）で特殊土壌に指定され、土石流災害の危険要因として防除の対象となるケースもある。
ただし、このマサ化と呼ばれる風化は、花崗岩質のどこでも均等に進むのではなく、硬固な場所と脆弱な場所とでは風化や侵食の進行具合は不均等になる。このような硬度の差異による不均等なマサ化の進行によって形成されたのが「傘岩」である。
傘岩は風化が特異な形で進んでできた奇岩で、傘というよりは一種のキノコのような、あるいは扇子を半分広げたような形状をしており、高さ約4.3メートル、頂部の直径は約3.3メートルで周囲は約10.2メートルあるのに対して、細くくびれた柄の部分の周囲は2.3メートルしかなく、基部の周囲は約5.1メートルである。

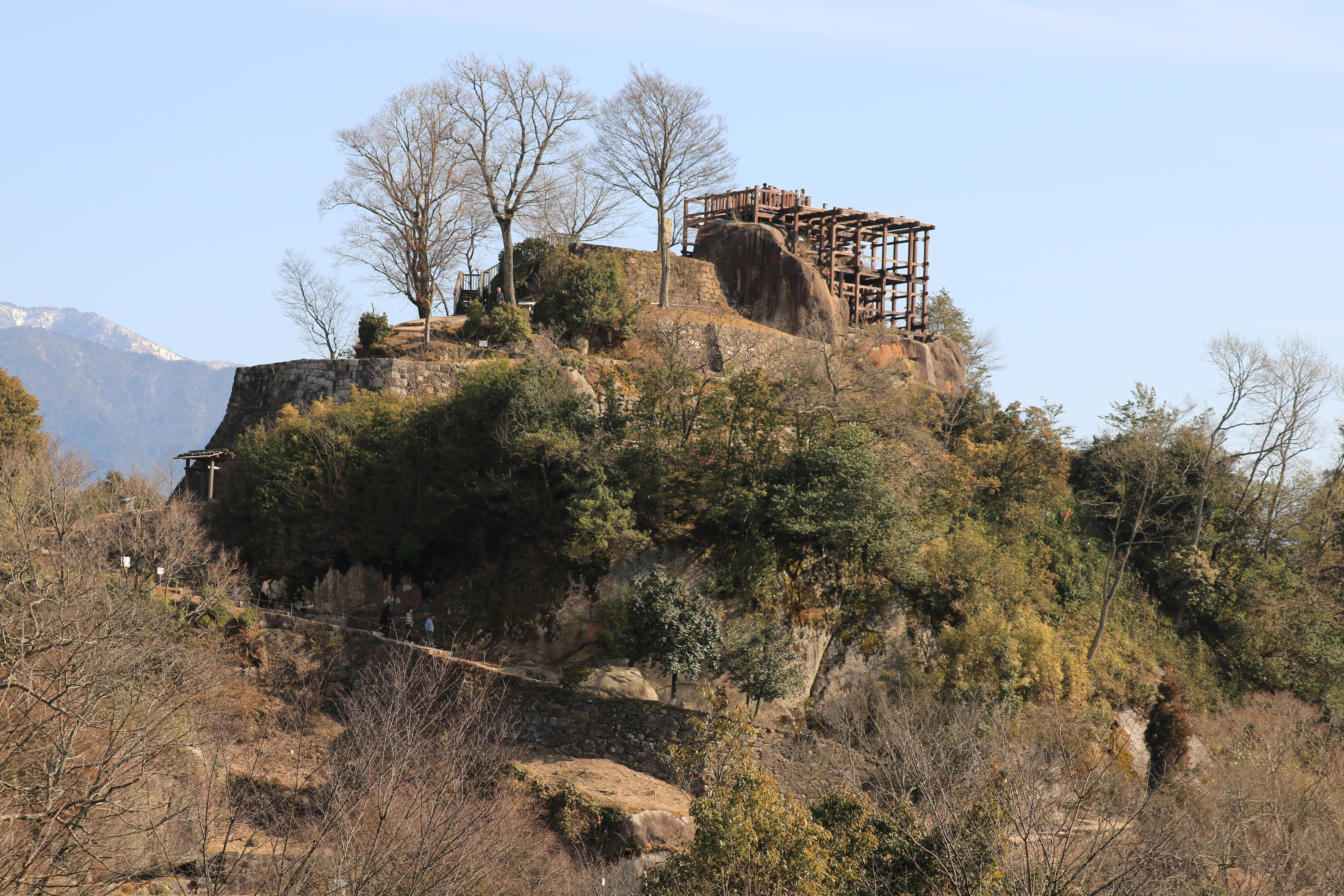
近隣の苗木城は傘岩と同じ系統の花崗岩の岩盤上にある。2014年11月18日撮影。

傘岩は節理に沿って円柱状の岩塊が残った後、たまたま頂上部の円形部分が硬かったため、円柱の比較的軟らかい部分が長い年月の風食作用によって削り取られ、このような偏った形になったと考えられ、今後も続く風化の進行により、将来的には柄の細い部分が細くなり続け、やがては重心を失い傘の部分が崩れ落ちる可能性があるという。
恵那峡一帯の黒雲母花崗岩は、近隣にある国の史跡「苗木城」（露出した花崗岩の巨岩上に本丸がある）の名を冠した「苗木花崗岩」とも呼ばれ、地表面に近い部分がマサ化している。恵那峡北岸の蛭川村（現中津川市）にある花崗岩の採石場でも、地方から1メートルほどはマサ化して脆くなっているが、その下部は風化せず硬固な岩盤のままであり、恵那峡の両岸の花崗岩の白い岩肌が露出している部分や、東隣の中津川市市街地の桃山公園にある「女夫（めおと）岩」も、苗木花崗岩が侵食や風化作用の結果、硬固な岩質の部位が残存したものと考えられる。

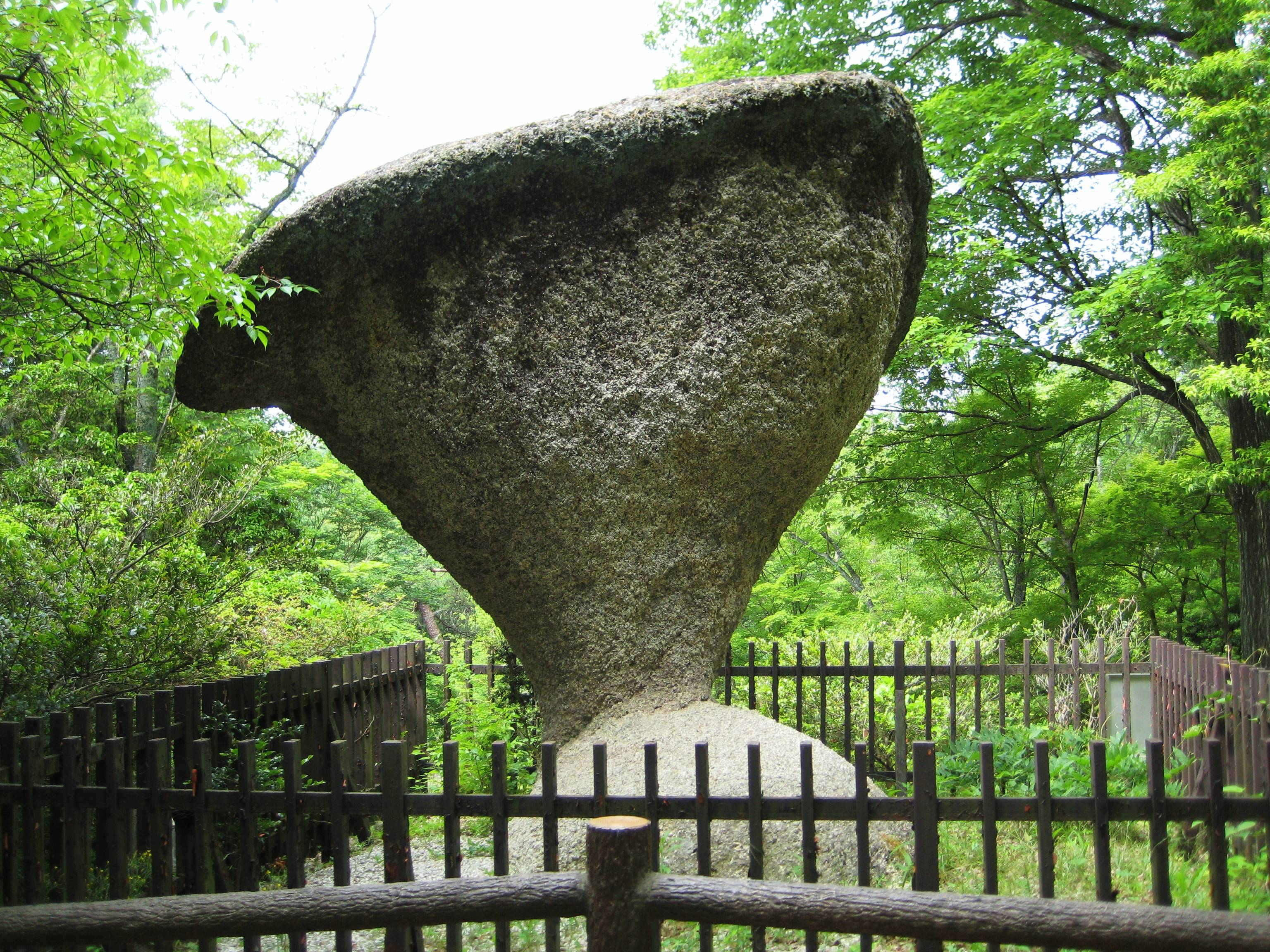
新緑の時期の傘岩。2008年5月24日撮影。
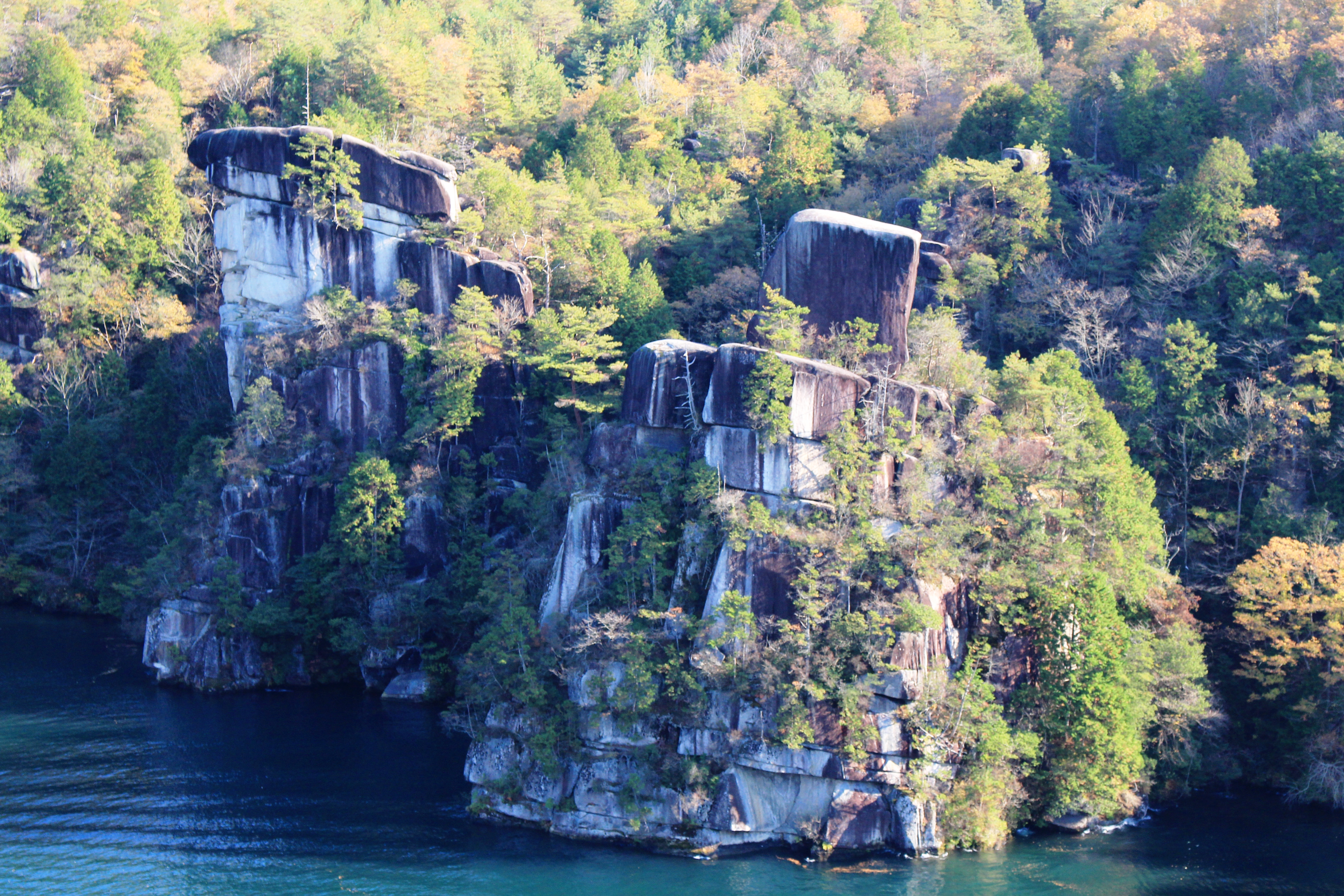
恵那峡の露出した花崗岩（獅子岩と将軍岩）。2014年11月18日撮影。
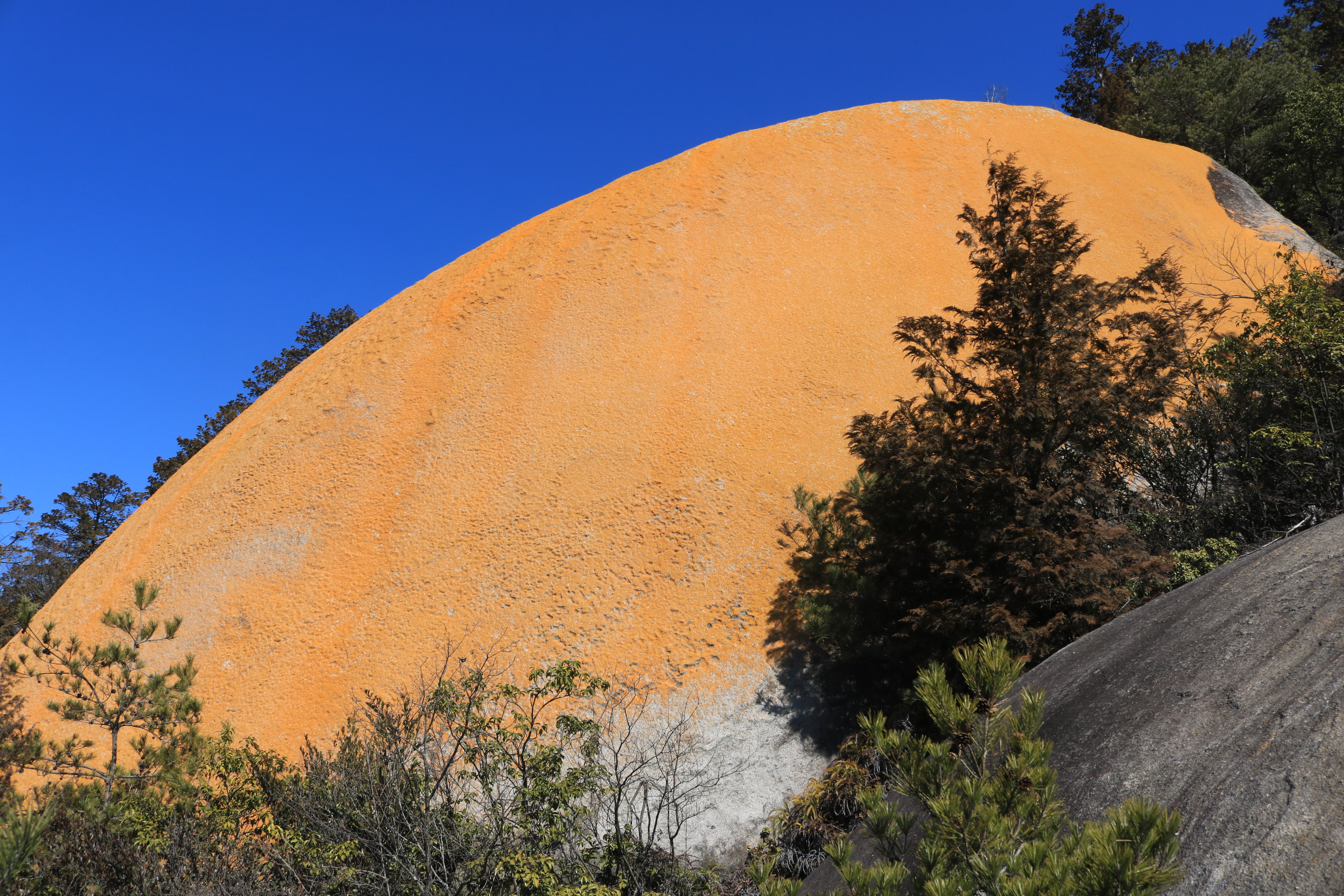
傘岩と恵那峡を挟んで北岸にある紅岩（べにいわ）。周辺と同系の花崗岩だがダイダイゴケ属の一種が寄生し変色しているため紅岩の名がある。岐阜県指定天然記念物[14]。2017年3月11日撮影。

## 交通アクセス
所在地
岐阜県恵那市大井町奥戸。
交通
- JR東海中央本線・明知鉄道恵那駅下車。恵那駅前バスのりばより東濃鉄道バス乗車約15分、恵那峡公園前バス停下車すぐ[15]。
- 中央道恵那ICより車で約10分[15]。